# Francesc Maria Peris
Francesc Maria Peris (Hostafrancs, Barcelona, 23 de desembre de 1896 — Barcelona, 3 d'abril de 1980), divulgador de l'esport, sobretot del ciclisme, fou un dels creadors de la Volta Ciclista a Catalunya el 1911 juntament amb Narcís Masferrer i Ramon Torres.
Guixaire de professió, entrà en el periodisme professional per la seva afició a l'esport quan el 1927 el contractà Ricard Grau Escoda (llavors director d'El Mundo Deportivo). Però abans ja havia col·laborat a La Nación i España Deportiva. Posteriorment també treballà a La Voz (diari on fou molt aclamada la seva arribada a Madrid), Las Noticias, El Noticiero Universal en la Sección Deportiva i La Renovación, segons certificacions de l'empresa, tot i que per no haver tingut accés al Registro Oficial de Periodistas (R.O.P.) no se'l qualificà de periodista. Va pertànyer però al Sindicato de Periodistas Deportivos.
El 1926 com a president de la Secció de ciclisme de la Unió Esportiva de Sants dissenyà i exposà la maqueta del velòdrom de l'entitat que es començaria a construir a inicis d'aquell mateix any i s'inauguraria el 5 de desembre. Va dissenyar també la maqueta del Velòdrom de Madrid i el de Mataró, ja que com a guixaire era molt entès en la construcció de voltes.
Anà de corresponsal a la Guerra Civil Espanyola el 1936 per l'agència Febus la qual havia estat fundada per Nicolás María de Urgoiti el 1924. Aquesta agència servia per proveir de notícies els dos diaris del propi Nicolás que eren El Sol i La Voz, dos dels rotatius més importants de l'època.
No abandonà però la seva empresa de guixaire i acabada la Guerra Civil Espanyola continuà rebent importants encàrrecs com la restauració conjuntament amb l'enginyer Bernardino Jimenez del sostre de la Universitat de Barcelona a la Plaça Universitat.
Com a homenatge, el 1973 l'organització de la Volta a Catalunya batejà el cim més alt de cada edició amb el nom de Francesc Maria Peris (o "cim Peris"). I poc temps després es creà el Trofeu Francesc Maria Peris de categoria juvenil.
El 1979 l'Asociación de la Prensa rebé una carta firmada per diversos consocis en la qual alguns d'ells ja morts, sol·licitaren l'ingrés a l'associació de Francesc Maria Peris.